# Wyżyna Peki’in
Wyżyna Peki’in (hebr. הר פקיעין, Har Peki’in) – górzysty płaskowyż położony w Górnej Galilei na północy Izraela. Leży na wysokość około 886 m n.p.m.

## Geografia
Wyżyna Peki’in jest rozległym wzgórzem, które przybrało postać górskiego płaskowyżu, położonym w Górnej Galilei. Leży na wysokości dochodzącej do 886 m n.p.m. i jest wyraźnie zaznaczony przez otaczające go niżej położone obszary. Po stronie wschodniej i północnej znajduje się głębokie wadi strumienia Keziw, za którym po stronie wschodniej wznosi się masyw góry Meron (1208 m n.p.m.). Po stronie zachodniej i południowej znajduje się wadi strumienia Peki’in, za którym po stronie południowo-zachodniej wznosi się pasmo górskie Matlul Curim (wysokość do 769 m n.p.m.) oraz położona na południu góra Har HaAri (1048 m n.p.m.). Z płaskowyżu spływają liczne potoki, które zasilają strumienie Keziw i Peki’in. Teren płaskowyżu jest stosunkowo płaski i opada w kierunku północno-zachodnim. Jest on w większości zalesiony. Obszar płaskowyżu jest słabo zaludniony. W północno-zachodniej jego części jest położony moszaw Curi’el, a na południowym wschodzie miejscowość Bet Dżan.

## Turystyka
Cały teren płaskowyżu jest wykorzystywany turystycznie. W naturalnym lesie wytyczono szlaki turystyczne, z których można podziwiać widoki Górnej Galilei. Tutejsze zbocza górskie są szczególnie piękne wiosną, w okresie kwitnięcia storczyków i białych lilii. W pobliżu jest położony rezerwat przyrody strumienia Keziw.

## Transport
Przez płaskowyż nie przebiega żadna droga. Do jego północnego podnóża można dojechać drogą nr 89, a wzdłuż jego zachodniej krawędzi przebiega droga nr 864.